# Phagosome

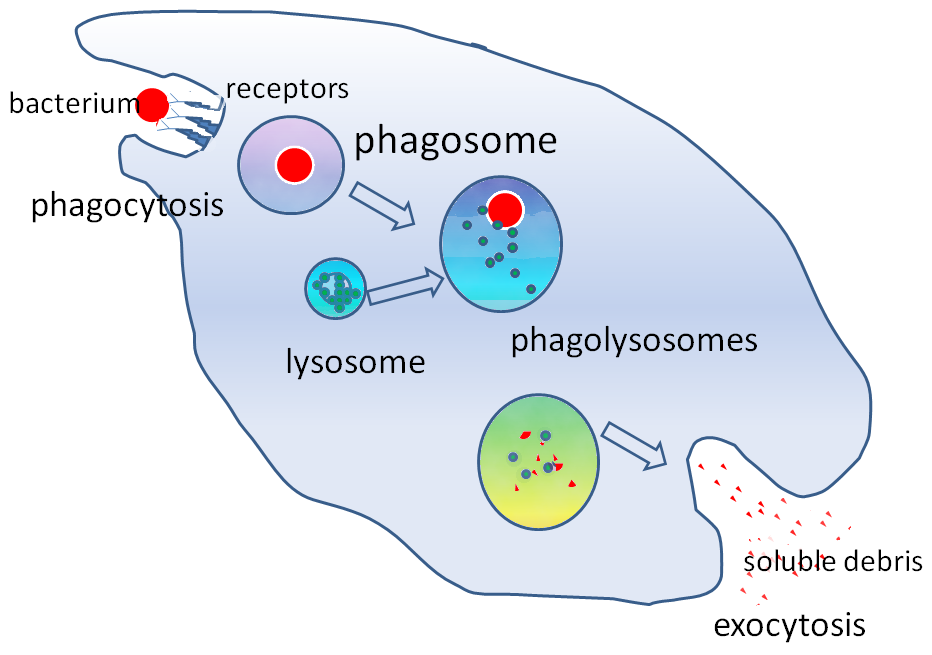
Phagocytose d'une bactérie (point rouge) montrant la formation d'un phagosome, puis d'un phagolysosome.

Le phagosome est un organite formé dans une cellule phagocytaire à la suite de la phagocytose. On a d'abord décrit la formation du phagosome comme une invagination de la membrane plasmique pour englober un corps étranger (bactérie ou débris de cellule) suivie de la fusion de cette membrane pour former une vacuole dans le cytosol.  
Des études récentes ont montré que, pour le macrophage, la source de membrane nécessaire à la formation du phagosome n'est pas exclusivement la membrane plasmique mais aussi la membrane du réticulum endoplasmique. La membrane du phagosome contient donc des protéines originaires de la membrane plasmique et du réticulum endoplasmique, en plus des protéines provenant des endosomes et des lysosomes avec lesquels le phagosome fusionne au cours de sa maturation.